# NST新潟綜合電視台
NST新潟綜合電視台（日语：／ Niigata Sōgō Terebi */?）是日本的一家以新潟縣為放送地域的電視台，簡稱NST，呼號為JONH-DTV，創立於1968年3月2日，開播于1968年12月16日，為新潟縣內第二家開業的民營電視台。NST新潟綜合電視台在開播之初同時加入FNN、NNN、ANN，1983年後是富士電視台聯播網（FNN及FNS）的成員。

## 歷史
- 1967年11月1日，新潟綜合電視台取得籌備許可。
- 1968年3月2日，株式會社新潟綜合電視台宣告成立。
- 1968年10月，新潟綜合電視台長岡放送中心完工。
- 1968年11月7日，新潟綜合電視台試播。
- 1968年11月29日，新潟綜合電視台取得開播許可，同時開始試播彩色電視節目。
- 1968年12月16日，新潟綜合電視台開播，第一代總部設於長岡放送中心，同時加入FNN、NNN、NET（日本教育電視台，即今朝日電視台）等三個電視聯播網。
- 1969年10月1日，FNS成形，新潟綜合電視台加盟FNS。
- 1970年1月1日，ANN（全日本新聞網）成形，新潟綜合電視台加盟ANN。
- 1970年9月，新潟綜合電視台啟用松下電器製造的節目自動播映裝置（APC）。
- 1972年6月14日，NNS成形，新潟綜合電視台加入NNS；同月，新潟綜合電視台引進彩色電視轉播車。
- 1972年10月，新潟綜合電視台完全實施全日放送。
- 1972年12月26日，新潟綜合電視台引進並啟用Ampex製造的2吋錄影機。
- 1977年，新潟綜合電視台引進並啟用Ampex製造的1吋錄影機。
- 1980年，新潟綜合電視台啟用U規格3/4吋VTR的電子新聞採集（ENG）設備。
- 1980年3月，新潟綜合電視台啟用Ampex製造的電視廣告剪接設備。
- 1980年9月，新潟綜合電視台申請設立調頻（FM）廣播電台，後來撤回申請案。
- 1981年4月1日，TV新潟放送網開播，新潟綜合電視台退出NNN與NNS。
- 1981年6月下旬，新潟綜合電視台取得立體聲廣播許可。
- 1981年7月1日，新潟綜合電視台開播立體聲節目，第一個立體聲節目是朝日放送提供的日本職棒中央聯盟阪神虎與讀賣巨人之戰（比賽場地為甲子園球場）。
- 1983年4月，新潟綜合電視台部份時段的自製天氣預報實施立體聲廣播。
- 1983年10月1日，新潟電視台21開播，新潟綜合電視台退出ANN。
- 1989年7月，新潟綜合電視台開始運用FNS的衛星放送系統（F-SAT）。
- 1991年10月1日，新潟綜合電視台將長岡放送中心的廣播設備移往新潟本社，並啟用新潟本社的廣播設備，以新潟本社為第二代總部。主控台為日本電氣（NEC）製品。
- 1992年4月，新潟綜合電視台啟用衛星新聞轉播（SNG）設備。
- 1993年，新潟綜合電視台引進並啟用新力（Sony）製造的D-2格式數位錄影機。
- 1997年10月，新潟綜合電視台開始提供節目字幕。
- 2002年4月1日，新潟綜合電視台的企業識別標誌改版。
- 2003年3月，新潟綜合電視台在新潟市中央區八千代二丁目新潟鐵道管理局舊址開工建造第三代總部。
- 2004年4月，新潟綜合電視台第三代總部完工。
- 2004年10月20日，新潟綜合電視台總部移至可製播高解析度電視節目的第三代總部，採用東芝製造的APC播映NTSC制式節目，但尚未導入高解析度電視轉播設備。
- 2004年10月23日，新潟縣中越地方發生新潟縣中越地震。新潟綜合電視台的震後初期報導速度比其他電視台慢，遭外界批評。
- 2005年10月1日，新潟綜合電視台彌彥發射台以30W功率試播無線數位電視訊號。
- 2005年10月25日，新潟綜合電視台彌彥發射台開始以3KW功率試播無線數位電視節目。
- 2006年4月1日，新潟綜合電視台以3KW功率在UHF第19頻道開播無線數位電視節目，同時在1seg開播無線數位電視節目。
- 2008年11月24日，新潟綜合電視台無線數位電視節目開始加註浮水印。
- 2008年1月12日，新潟綜合電視台NTSC制式節目開始加註浮水印。
- 2009年初，新潟綜合電視台引進並啟用高解析度SNG與微波轉播系統。
- 2009年4月，新潟綜合電視台引進並啟用高解析度轉播用直升機。

## 外部連結
- NST Niigata Smile TV （页面存档备份，存于） 官方網站
- NST - Niigata Smile TV的X（前Twitter）
- NST (NIIGATA 8ch TV)的Facebook專頁
- NST(Niigata Smile TV)的Instagram帳戶
- YouTube上的NST(Niigata Smile TV)頻道